# Solano (Nueva Vizcaya)
Solano is een gemeente in de Filipijnse provincie Nueva Vizcaya op het eiland Luzon. Bij de laatste census in 2007 had de gemeente ruim 56 duizend inwoners.

## Geografie

### Bestuurlijke indeling
Solano is onderverdeeld in de volgende 22 barangays:
| - Aggub - Bagahabag - Bangaan - Bangar - Bascaran - Communal - Concepcion - Curifang - Dadap - Lactawan - Osmeña | - Pilar D. Galima - Poblacion North - Poblacion South - Quezon - Quirino - Roxas - San Juan - San Luis - Tucal - Uddiawan - Wacal |

## Demografie
Solano had bij de census van 2007 een inwoneraantal van 56.244 mensen. Dit zijn 3.853 mensen (7,4%) meer dan bij de vorige census van 2000. De gemiddelde jaarlijkse groei komt daarmee uit op 0,98%, hetgeen lager is dan het landelijk jaarlijks gemiddelde over deze periode (2,04%). Vergeleken met de census van 1995 is het aantal mensen met 9.299 (19,8%) toegenomen.

De bevolkingsdichtheid van Solano was ten tijde van de laatste census, met 56.244 inwoners op 139,8 km², 402,3 mensen per km².

## Geboren in Solano
- Danilo Lim (2 juni 1955 - 6 januari 2021), brigadegeneraal, couppleger en politicus